# Kanton Nanterre-Sud-Est
Kanton Nanterre-Sud-Est (fr. Canton de Nanterre-Sud-Est) je francouzský kanton v departementu Hauts-de-Seine v regionu Île-de-France. Tvoří ho jihovýchodní část města Nanterre.